# La Huacana
La Huacana är en kommunhuvudort i Mexiko.   Den ligger i kommunen La Huacana och delstaten Michoacán de Ocampo, i den södra delen av landet, 290 km väster om huvudstaden Mexico City. La Huacana ligger 489 meter över havet och antalet invånare är 9 351.
Terrängen runt La Huacana är huvudsakligen kuperad. La Huacana ligger nere i en dal. Runt La Huacana är det glesbefolkat, med 16 invånare per kvadratkilometer. La Huacana är det största samhället i trakten. I omgivningarna runt La Huacana växer huvudsakligen savannskog.